# Thil-Manneville
Thil-Manneville är en kommun i departementet Seine-Maritime i regionen Normandie i norra Frankrike. Kommunen ligger i kantonen Bacqueville-en-Caux som tillhör arrondissementet Dieppe. År 2022 hade Thil-Manneville 659 invånare.

## Befolkningsutveckling
Antalet invånare i kommunen Thil-Manneville
| Referens: INSEE |